# La Ferrière, Isère
La Ferrière este o comună în departamentul Isère din sud-estul Franței. În 2009 avea o populație de 226 de locuitori.

## Evoluția populației
| An        | 1975 | 1982 | 1990 | 1999 | 2006 | 2009 |
| --------- | ---- | ---- | ---- | ---- | ---- | ---- |
| Populație | 189  | 204  | 191  | 214  | 225  | 226  |